# Caccobius pseudolaevis
Caccobius pseudolaevis är en skalbaggsart som beskrevs av D'orbigny 1908. Caccobius pseudolaevis ingår i släktet Caccobius och familjen bladhorningar. Inga underarter finns listade.